# Ren Yamamoto (fotbollsspelare född 1999)
Ren Yamamoto (山本 廉 Yamamoto Ren?), född 8 maj 1999 i Akita prefektur, är en japansk fotbollsspelare.
Yamamoto började sin karriär 2018 i Tochigi SC. 2018 blev han utlånad till Blancdieu Hirosaki. 2019 blev han utlånad till Arterivo Wakayama. Han gick tillbaka till Tochigi SC 2020.